# Pommersche Volksbank
Die Pommersche Volksbank eG war eine deutsche Genossenschaftsbank mit Sitz in der Hansestadt Stralsund. Die Bank fusionierte im Jahr 2023 mit der Volksbank Vorpommern eG.
1992 fusionierte die Volksbank Stralsund eG mit der Raiffeisenbank Stralsund eG zur Stralsunder Volksbank eG. 2000 kam es zum Zusammenschluss mit der Raiffeisenbank eG Grimmen. Im Jahr 2001 kam die Volksbank eG Ribnitz-Damgarten hinzu. Mit der Volks- und Raiffeisenbank Rügen eG erfolgte 2003 die Fusion zur Pommerschen Volksbank eG.
Die Pommersche Volksbank betreute ihre Mitglieder und Kunden in der Hauptgeschäftsstelle in Stralsund (Mönchstraße) und in 14 Geschäftsstellen in Bad Sülze, Barth, Bergen auf Rügen, Binz, Franzburg, Grimmen, Gingst, Putbus, Ribnitz-Damgarten, Samtens, Sassnitz, Sellin, Stralsund und Zingst.